# Ludwig Linkmann
Ludwig Linkmann (* 16. Juni 1902 in Gießen; † 12. Juni 1963 ebenda) war ein deutscher Schauspieler.

## Leben
Linkmann trat 1927 ein Engagement am Stadttheater Gießen an, wo er bis 1931 blieb. Von 1931 bis 1933 war er am Reußischen Theater Gera tätig und von 1933 bis 1938 am Hessischen Landestheater Darmstadt. 1938 bis 1944 agierte er an der Volksbühne Berlin. Er stand 1944 in der Gottbegnadeten-Liste des Reichsministeriums für Volksaufklärung und Propaganda.
Von 1947 bis 1953 gehörte er zum Ensemble des Schauspielhauses Düsseldorf. Zu seinen Rollen hier zählten der Banditen-Unterhauptmann in Die Banditen (1948), der Bäcker in Pagnols Die Frau des Bäckers (1951), Narr in Wie es euch gefällt (1951), Fischer in Undine (1952) und Habakuk in Der Alpenkönig und der Menschenfeind (1952).
1953 wechselte er an das Deutsche Schauspielhaus in Hamburg, wo er als Dorfrichter Adam in Der zerbrochne Krug, als Titelfigur in Molières George Dandin, Babberley in Charleys Tante, Isolani in Wallensteins Tod und Orgon in Tartuffe zu sehen war. Seit 1939 wirkte er als Nebendarsteller auch in verschiedenen Filmen mit.

## Filmografie (Auswahl)
- 1939: Kornblumenblau
- 1940: Der Kleinstadtpoet
- 1940: Die Rothschilds
- 1942: Der Strom
- 1942: Die Erbin vom Rosenhof
- 1945: Der Fall Molander
- 1945: Via Mala
- 1945: Leuchtende Schatten
- 1947: ...und über uns der Himmel
- 1949: Die Reise nach Marrakesch
- 1952: Heimweh nach Dir
- 1954: Neues aus dem sechsten Stock
- 1954: Künstlerpech
- 1955: Hanussen
- 1955: Alibi
- 1956: Ich und meine Schwiegersöhne
- 1956: Der Hauptmann von Köpenick
- 1956: Heidemelodie
- 1957: Die Zürcher Verlobung
- 1957: Der gläserne Turm
- 1957: Nachts im Grünen Kakadu
- 1957: Das Herz von St. Pauli
- 1958: Nasser Asphalt
- 1958: Schmutziger Engel
- 1958: Grabenplatz 17
- 1958: Der Mann im Strom
- 1958: Der Maulkorb
- 1958: Peter Voss, der Millionendieb
- 1958: Der eiserne Gustav
- 1958: Der Schinderhannes
- 1958: Solange das Herz schlägt
- 1959: Alt Heidelberg
- 1959: Peter Voss, der Held des Tages
- 1960: Kein Engel ist so rein
- 1960: Der Rächer
- 1960: Wenn die Heide blüht
- 1961: Zwei unter Millionen
- 1962: Golden Boy
- 1962: Der tolle Tag